# Oecetis tripunctata
Oecetis tripunctata is een schietmot uit de familie Leptoceridae. De soort komt voor in het Oriëntaals, Australaziatisch en Palearctisch gebied.